# Hananias, Misael e Azarias

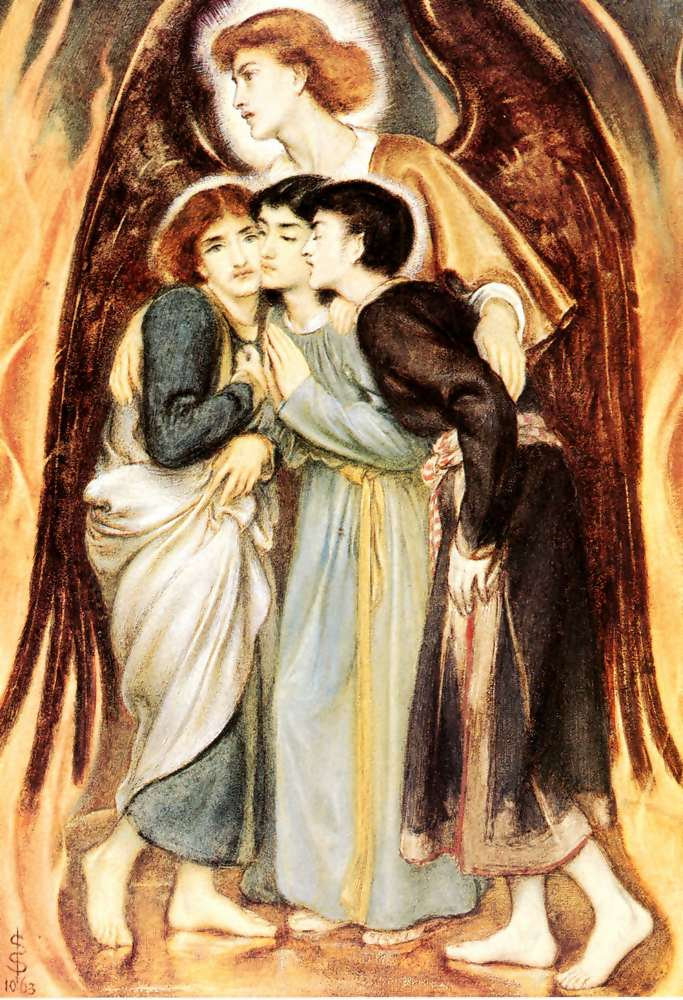
Sadraque, Mesaque e Abede-Nego na fornalha de fogo ardente. Simeon Solomon, 1863.

Hananias, Misael e Azarias, ou por seus nomes babilônicos — Sadraque, Mesaque e Abede-Nego —  foram, segundo a narrativa bíblica, três jovens príncipes judeus levados como prisioneiros de guerra pelas tropas do Império Babilônico, em meio a Rebelião para Independência de Judá. Ao fim do conflito, de acordo com a tradição rabínica, os jovens foram castrados por ordens do rei babilônico, com o objetivo de desencorajar lideranças e frustrar o sentimento de independência em meio ao povo dominado. O episódio mais marcante de suas vidas foi quando os três se recusaram a adorar um ídolo, foram jogados na fornalha ardente, e escaparam ilesos, por um milagre. A história dos três jovens é contada no capítulo 3; Enquanto que a Oração de Azarias juntamente com a Canção dos Três jovens  fazem parte das chamadas "Adições em Daniel".

## Narrativa bíblica

### Prisioneiros de guerra
Jeoaquim, rei de Judá, no terceiro ano de domínio babilônico sobre seu reino, rebelou-se e declarou independência. Nabucodonosor, imperador da Babilônia, atacou Jerusalém, e os seus soldados cercaram a cidade. Nabucodonosor reconquistou a cidade e tomou os objetos de valor que havia no Templo de Jerusalém para que fossem conduzidos ao templo do seu deus, na sala do tesouro. Então Nabucodonosor chamou Aspenaz, o chefe dos seus eunucos, e mandou que escolhesse entre os prisioneiros israelitas jovens das famílias que haviam liderado a rebelião judaica. Ou seja, da família real e dos nobres.

### Selecionados pelo chefe dos eunucos
Os jovens selecionados por Aspenaz deveriam ser judeus proeminentes. Todos deviam ter boa aparência e não ter defeito físico. Deviam ser cultos e instruídos para assistir como eunucos no palácio do rei. E precisariam aprender a língua e estudar os escritos dos babilônios. Entre os que foram escolhidos estavam Daniel, Hananias, Misael e Azarias. Aspenaz lhes deu outros nomes babilônicos, isto é, Beltessazar, Sadraque, Mesaque e Abede-Nego, respectivamente.

### A fornalha de fogo ardente
A passagem inclui uma prece de penitência de Azarias, enquanto os três jovens estavam ardendo na fornalha, um breve relato do anjo que os encontrou ali e o hino de honra que eles cantaram quando foram libertados.

## Significado dos seus nomes
Os nomes hebreus dos quatro príncipes são:
- Daniel - Deus é o meu juiz
- Hananias - Deus foi gracioso comigo
- Misael - Quem é como Deus (não se refere a sentido de igualdade, mas de pensamento)
- Azarias - Deus é quem me ajuda

A interpretação dos nomes caldeus não é consensual. Por exemplo:
- Beltessazar - Tesouro de Bel ou O depositório dos segredos de Bel[10]
- Sadraque - Inspiração do Sol, deus, autor do mal, seja favorável a nós, deus nos proteja do mal[10]
- Mesaque - Aquele que pertence à deusa Sheshach [10]
- Abede-Nego - Servo de Nego, um dos deuses babilônios, talvez o sol, uma estrela movente, ou os planetas Júpiter ou Vênus[10]